# Aleksander Bogusławski

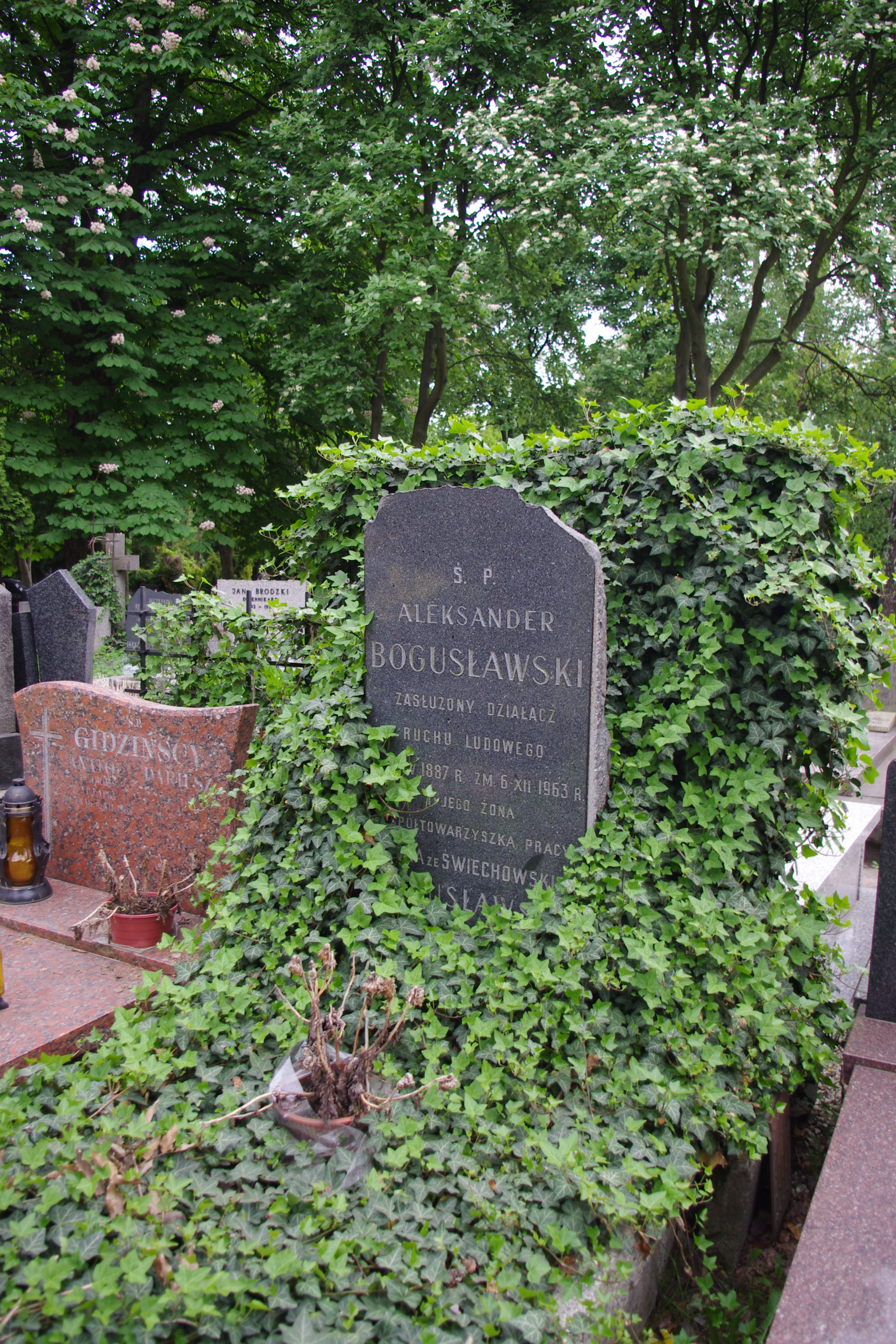
Grób Aleksandra Bogusławskiego

Aleksander Bogusławski, ps. literacki Jan Młot (ur. 27 maja 1887 w Budkowie, zm. 6 grudnia 1963 w Warszawie) – polski działacz społeczno-polityczny, nauczyciel, publicysta, działacz NZCh, współzałożyciel PSL „Wyzwolenie”, propagator samorządności i spółdzielczości rolniczej.

## Życiorys
Urodził się w chłopskiej rodzinie Baltazara i Józefy z Gajdów Bogusławskich. Ukończył szkołę elementarną w Woźnikach, następnie edukację kontynuował w Aleksandryjskiej Trzyklasowej Szkole Miejskiej w Piotrkowie. W Piotrkowie został członkiem tajnej organizacji niepodległościowej – Związku Młodzieży Narodowej. W 1907 ukończył z wyróżnieniem Warszawskie Kursy Pedagogiczne i rozpoczął pracę w placówkach Polskiej Macierzy Szkolnej, później w szkołach prywatnych i rządowych. W latach 1912–1914 studiował w krakowskiej Polskiej Szkole Nauk Politycznych oraz włączył się do życia politycznego. W 1915 został członkiem utworzonego Polskiego Stronnictwa Ludowego. Był redaktorem organów prasowych PSL: „Polska Ludowa” i „Wyzwolenie”. Na przełomie 1911 i 1912 był współzałożycielem „Drużyny”, pisma dla młodzieży wiejskiej. W styczniu 1918 został wybrany członkiem Zarządu Głównego PSL. Był jednym z czołowych działaczy Komisji  Porozumiewawczej Stronnictw Demokratycznych.
W latach 1919–1935 sprawował mandat posła I, II i III kadencji Sejmu II RP. Podczas okupacji niemieckiej działał w konspiracyjnym Stronnictwie Ludowym, a także publikował na łamach „Przebudowy”. 29 grudnia 1945 został posłem do Krajowej Rady Narodowej, reprezentując Polskie Stronnictwo Ludowe. W 1938 został odznaczony Krzyżem Niepodległości.
Pochowany na Cmentarzu Wojskowym na Powązkach (kwatera II B30-5-27).
Na rodzinnym domu w 2003 zawieszono pamiątkową tablicę.